# Good God
«Good God» es una canción escrita y grabada por la banda estadounidense de nu metal Korn para su segundo álbum de estudio, Life is Peachy. Fue lanzado como el tercer sencillo del álbum el 7 de noviembre de 1997.

## Concepto
Jonathan Davis explicó, en algún momento antes de 2002: «Se trata de un chico que conocí en la escuela que pensé que era mi amigo, pero que me cogió. Llegó a mi vida sin nada, pasaba el rato en mi casa, vivía de mí y me obligaba a hacer cosas que realmente no quería hacer. Me gustaba el new romantic y él era del movimiento mod, y me decía que si no me vestía como un mod, ya no sería mi amigo. Cada vez que tenía planes de tener una cita con una chica, él la saboteaba, porque no tenía una cita o nada. Era un maldito sin agallas. Hace años que no hablo con él».

## Video musical
Un video oficial en vivo, grabado en London Astoria, se incluye en la versión mejorada de Life is Peachy.

## Posicionamiento en listas
| Lista (1997)                           | Mejor posición |
| -------------------------------------- | -------------- |
| Australia (ARIA)                       | 81             |
| Escocia (Scottish Singles Sales Chart) | 23             |
| Reino Unido (UK Singles Chart)         | 25             |

## Personal
- Jonathan Davis: voz
- Fieldy: bajo
- Munky: guitarra
- Head: guitarra
- David Silveria: batería

Adicional
- Ross Robinson: productor
- Chuck Johnson: ingeniero
- Chuck Johnson y Richard Kaplan: mezclando

## Lista de canciones
| CD (Australia) |                                            |          |  |
| N.º            | Título                                     | Duración |  |
| 1.             | «Good God» (Clean Version)                 | 3:35     |  |
| 2.             | «Need To» (live)                           | 3:54     |  |
| 3.             | «Good God» (Album Version)                 | 3:23     |  |
| 4.             | «Good God» (Heartfloor Remix by Rammstein) | 3:33     |  |
| 5.             | «Divine» (live)                            | 4:37     |  |
| 6.             | «Good God» (Such a Surge Remix)            | 4:05     |  |

| CD (Reino Unido) |                    |          |  |
| N.º              | Título             | Duración |  |
| 1.               | «Good God» (Clean) | 3:30     |  |

| Maxi sencillo (Reino Unido) 1 |                                  |          |  |
| N.º                           | Título                           | Duración |  |
| 1.                            | «Good God» (Album Version)       | 3:20     |  |
| 2.                            | «Good God» (Mekon Mix)           | 5:32     |  |
| 3.                            | «Good God» (Dub Pistols Mix)     | 6:18     |  |
| 4.                            | «Wicked» (Tear the Roof Off Mix) | 3:45     |  |
| 5.                            | «Good God» (live video)          | 3:40     |  |

| Maxi sencillo (Estados Unidos) |                                          |          |  |
| N.º                            | Título                                   | Duración |  |
| 1.                             | «Good God» (Heartfloor Remix)            | 3:33     |  |
| 2.                             | «Good God» (OOMPH! vs. Such a Surge Mix) | 4:09     |  |

| Maxi sencillo (Reino Unido) 2 |                                     |          |  |
| N.º                           | Título                              | Duración |  |
| 1.                            | «Good God» (Album Version)          | 3:20     |  |
| 2.                            | «A.D.I.D.A.S.» (Synchro Mix)        | 4:29     |  |
| 3.                            | «A.D.I.D.A.S.» (Under Pressure Mix) | 3:55     |  |
| 4.                            | «A.D.I.D.A.S.» (The Wet Dream Mix)  | 3:35     |  |

| CD (Alemania) |                                          |          |  |
| N.º           | Título                                   | Duración |  |
| 1.            | «Good God»                               | 3:23     |  |
| 2.            | «Good God» (Heartfloor Remix)            | 3:33     |  |
| 3.            | «Good God» (OOMPH! vs. Such A Surge Mix) | 4:09     |  |
| 4.            | «Good God» (Headknot Remix)              | 7:12     |  |
| 5.            | «Good God» (Mekon Mix)                   | 5:33     |  |
| 6.            | «Good God» (Dub Pistols Mix)             | 6:17     |  |

| Remixes (Francia) |                                             |          |  |
| N.º               | Título                                      | Duración |  |
| 1.                | «Good God» (Marc Em Remix)                  | 4:56     |  |
| 2.                | «Good God» (Oneyed Jack Remix Kronick Bass) | 5:19     |  |
| 3.                | «Good God» (Headknot Remix)                 | 7:12     |  |
| 4.                | «A.D.I.D.A.S.» (Synchro Dub Mix)            | 4:29     |  |
| 5.                | «Good God»                                  | 3:23     |  |